# مارکوس وینیسیوس باتیستا دوس سانتوس
مارکوس وینیسیوس باتیستا دوس سانتوس (به پرتغالی: Marcus Vinícius Batista dos Santos) مهاجم اهل برزیل است که در شهر گویانیا و در تاریخ ۱۸ ژوئیهٔ ۱۹۹۱ به دنیا آمده‌است.
مارکوس وینیسیوس باتیستا دوس سانتوس در تیم‌های فوتبال Eger سابقهٔ حضور دارد.